# 杜希鵬
杜希鵬（1542年—？），字化甫，河南河南府陝州靈寶縣人，匠籍，明朝政治人物、進士出身。

## 生平
嘉靖三十七年（1558年）戊午科河南鄉試第二名，萬曆二年（1574年）甲戌科會試第一百七十八名，登三甲第一百八十一名進士。进士授陕西泾阳知县，多惠政，开渠利民。泾人德之，称为杜青天，名其渠曰‘杜公渠’。升户部主事。

## 家族
曾祖父杜冊；祖父杜仁美；父杜得然。母翟氏。慈侍下。